# Allochytridium luteum
Allochytridium luteum är en svampart som beskrevs av D.J.S. Barr & Désauln. 1987. Allochytridium luteum ingår i släktet Allochytridium och familjen Endochytriaceae.   Inga underarter finns listade i Catalogue of Life.